# 보츠코 가보르
보츠코 가보르(헝가리어: Boczkó Gábor, 1977년 4월 1일~)는 헝가리의 펜싱 선수로 주 종목은 에페이다. 2004년 하계 올림픽 남자 에페 단체전에서 은메달, 2016년 하계 올림픽 남자 에페 단체전에서 동메달을 획득했고 세계 선수권 대회에서 금메달 1개, 은메달 2개, 동메달 4개를 획득했다.

## 수상
- 올해의 헝가리 펜싱 선수(2002년, 2008년, 2010년, 2013년)
- 올해의 헝가리 청소년 펜싱 선수(1996년)
- 헝가리 우수 청소년 선수상(1997년)
- 헝가리 공정선수상(2014년)

### 수훈
- 기사십자 헝가리 공화국 공로장(2004년)
- 장교십자 헝가리 공로장(2016년)